# Pryšec nádherný

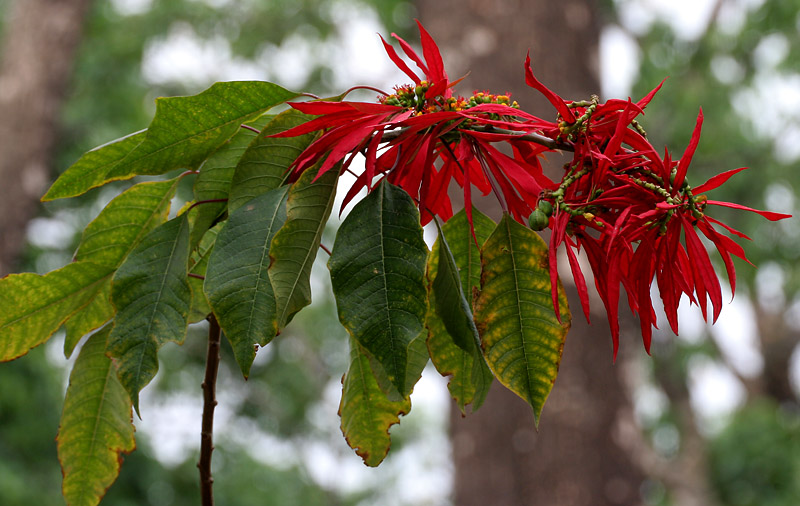
Listy, listeny a květy poinsettie v tygří rezervaci Buxa v Indii

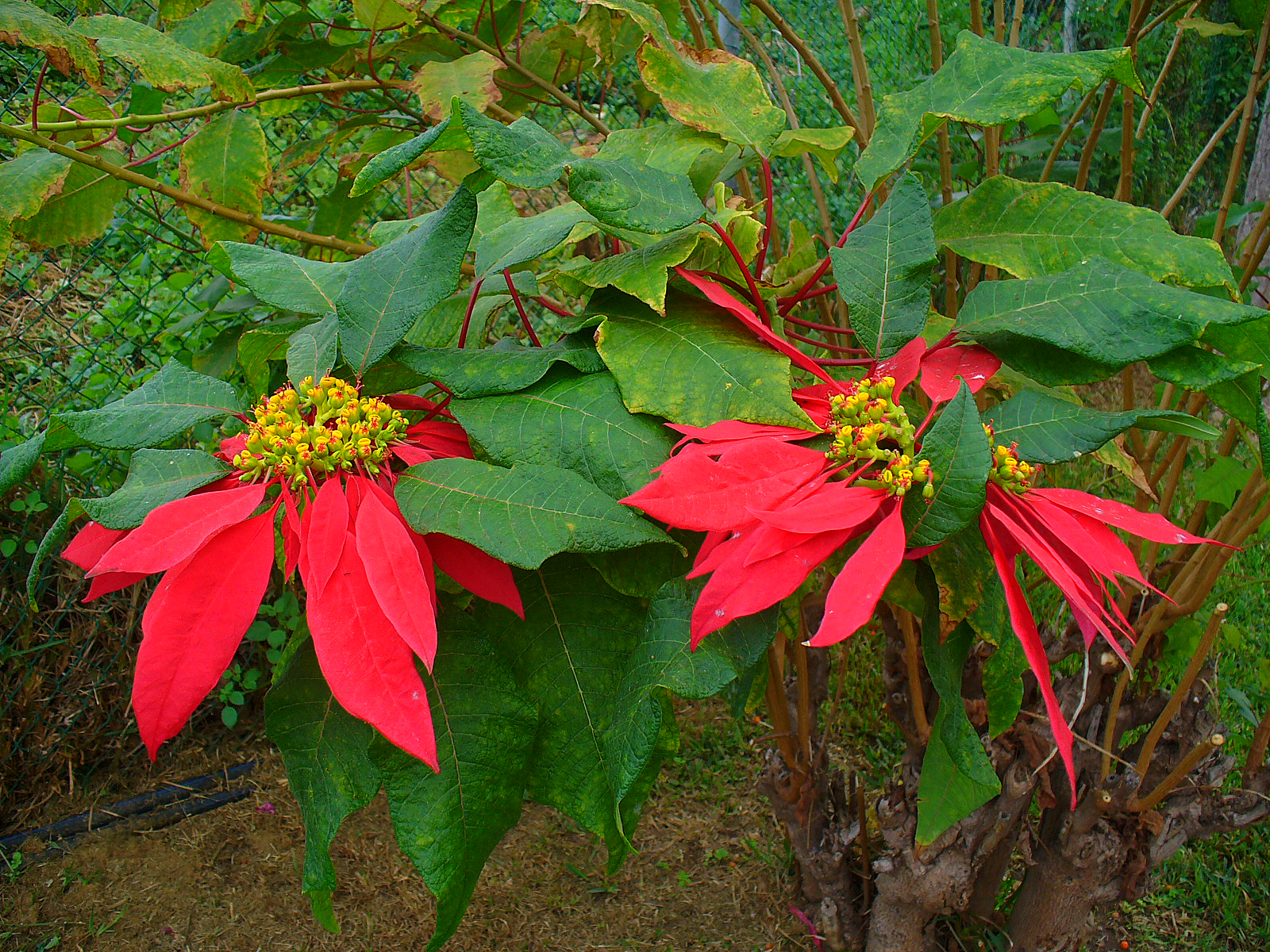
Rostlina v zahradě Puerto de la Cruz, Tenerife

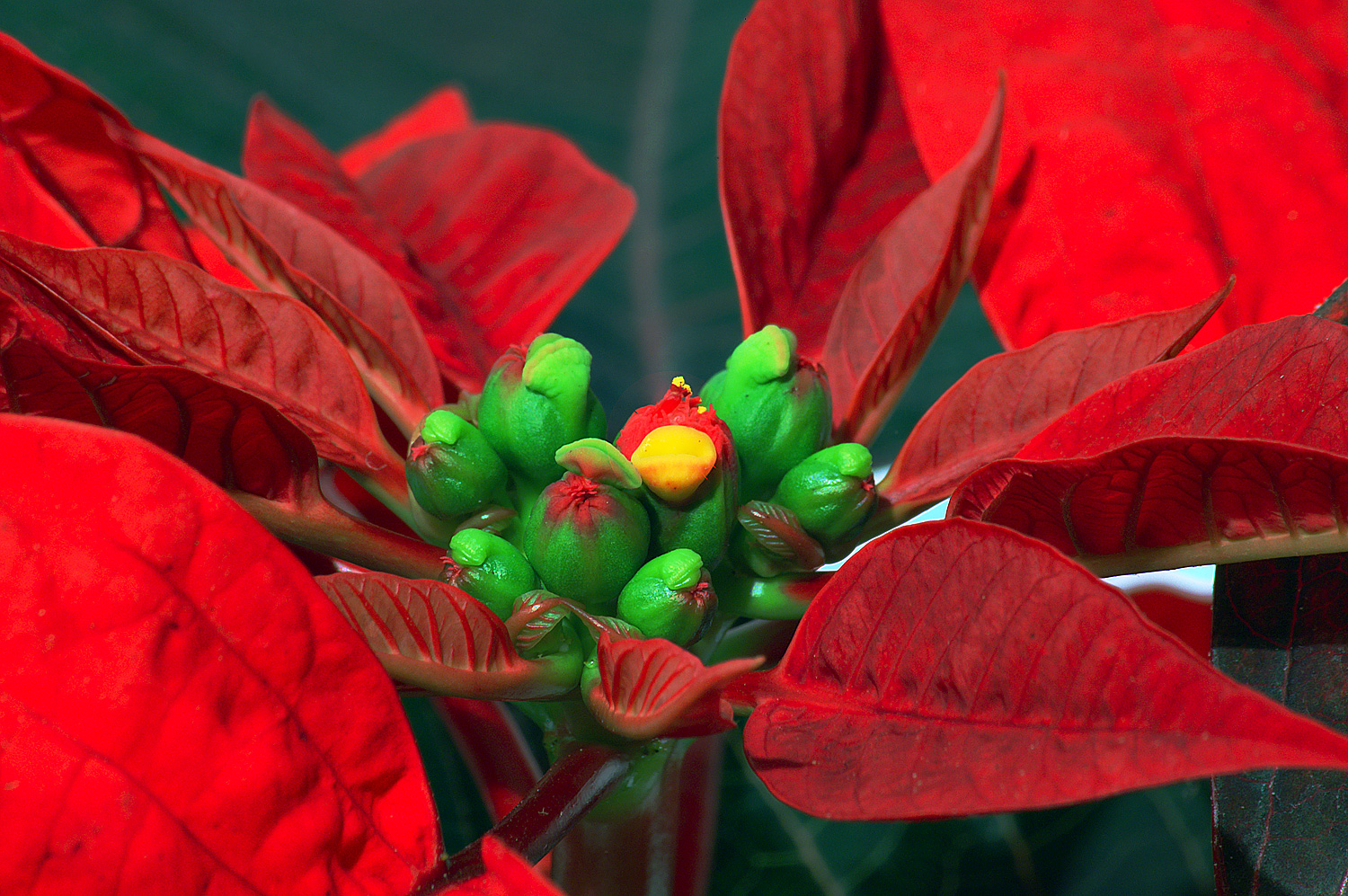
Květenství

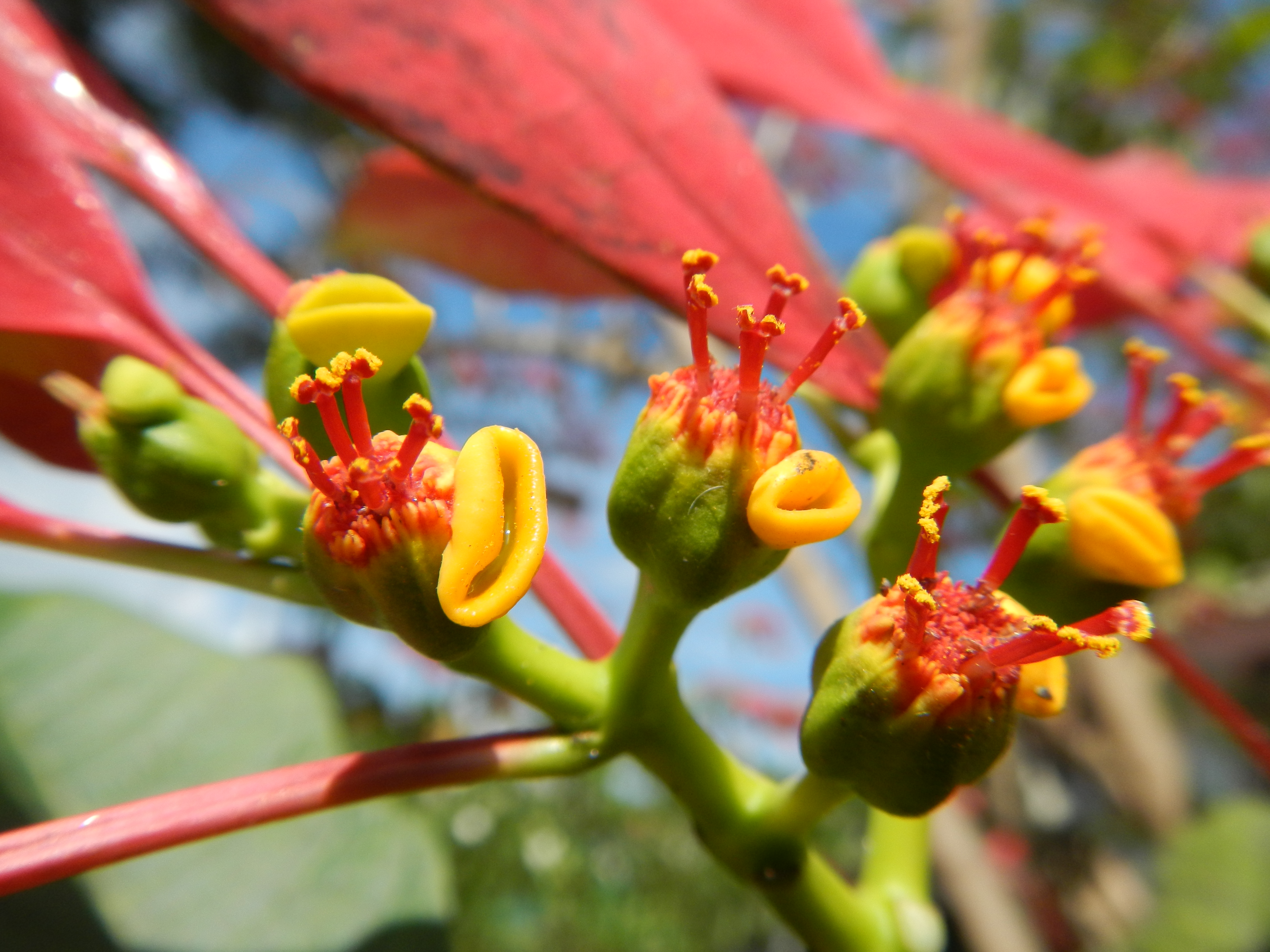
Květy

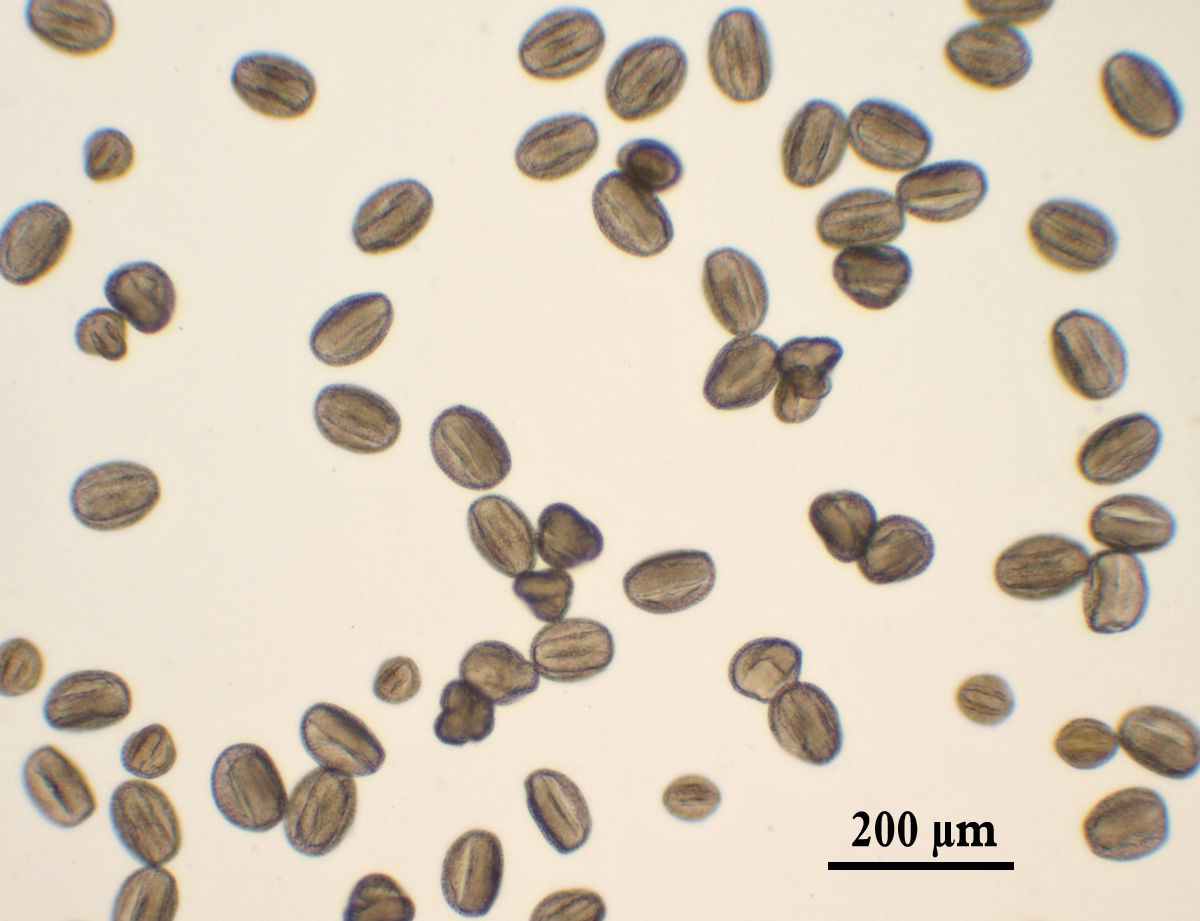
Pylová zrna pryšce nádherného

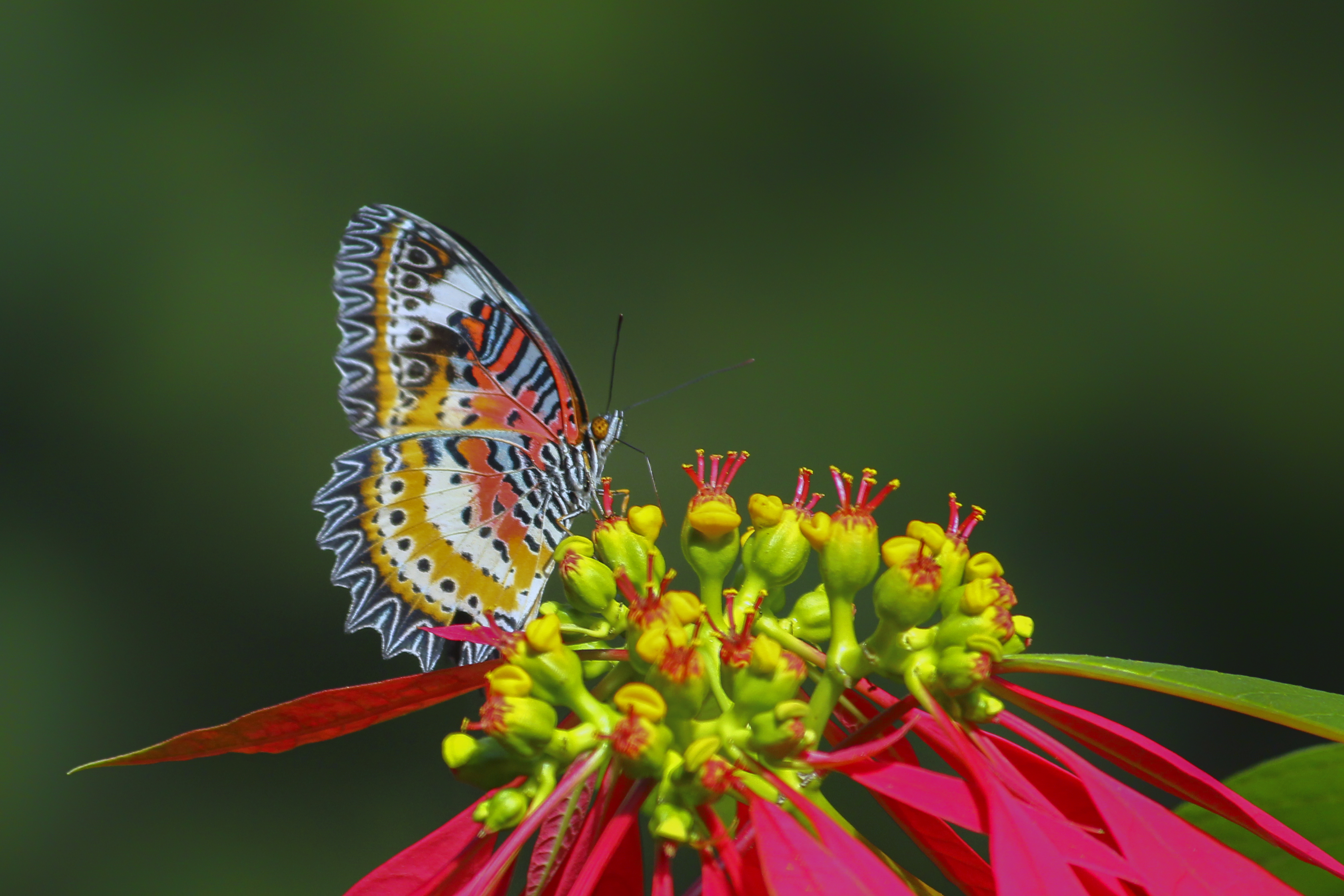
Sameček babočky cyanské na květech

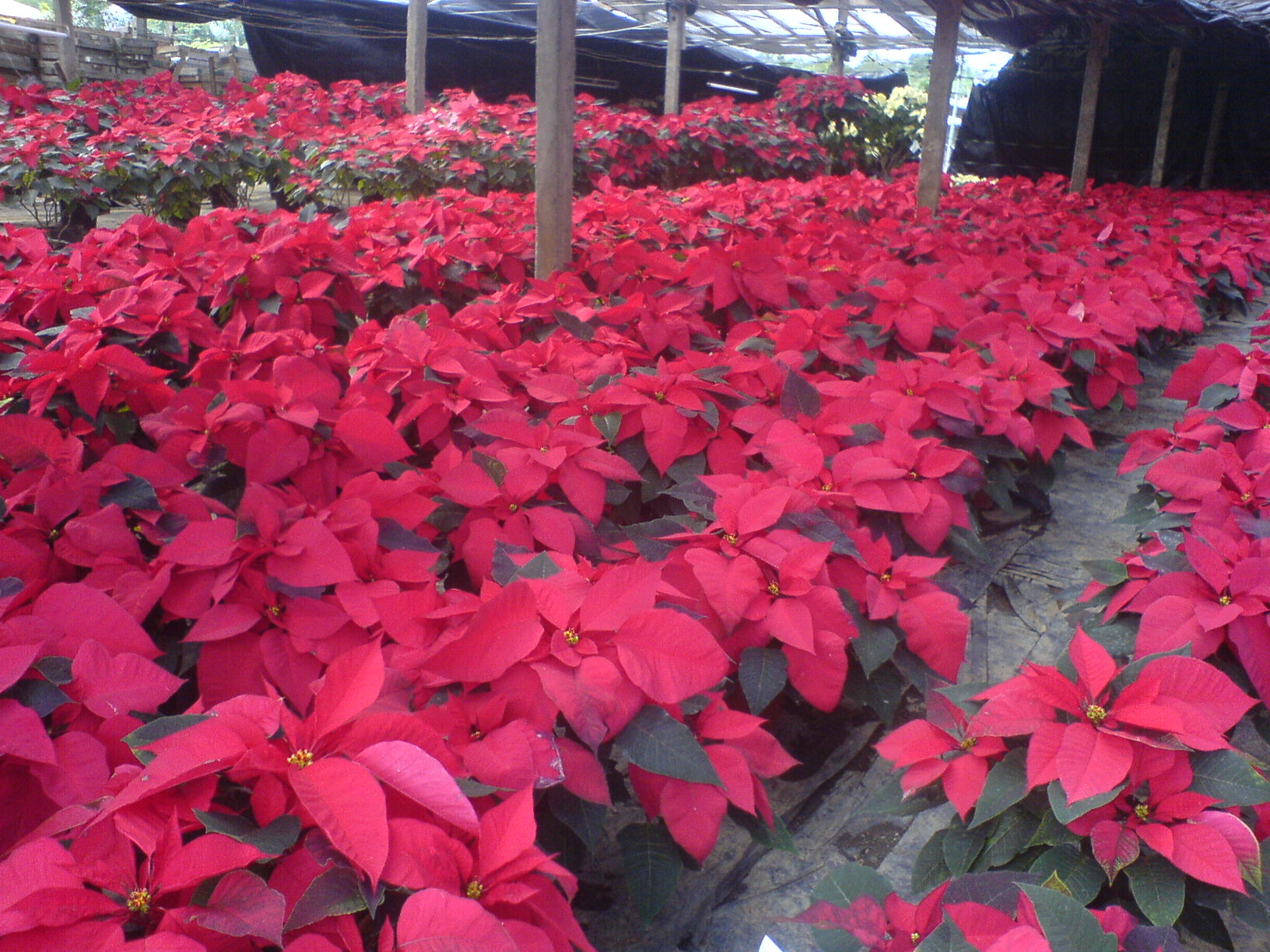
Farma v Nizozemsku

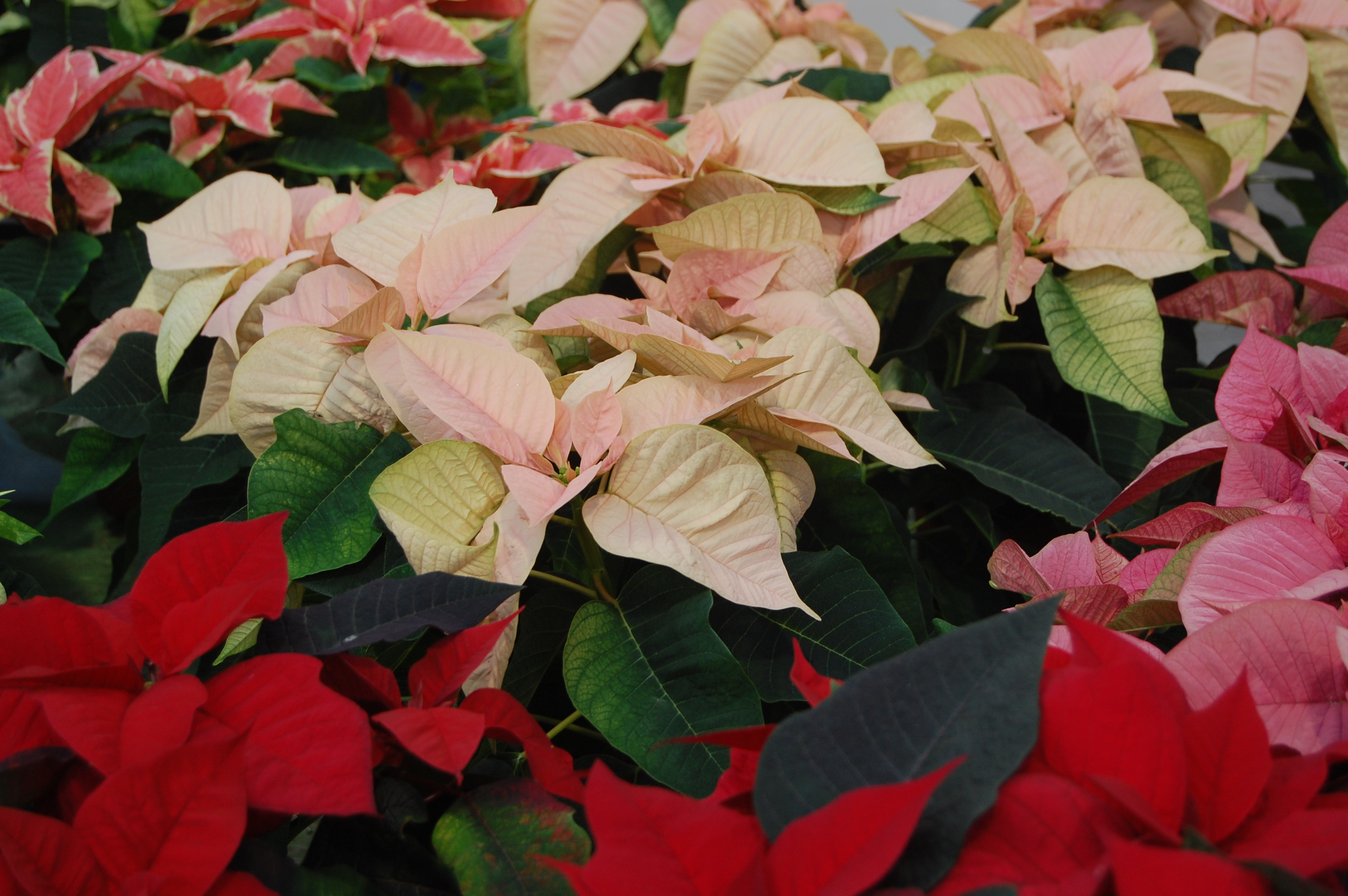
Barevné odrůdy vánoční hvězdy prodávané v Anglii

Pryšec nádherný (Euphorbia pulcherrima), známý též jako vánoční hvězda a v USA jako poinsettia, je rostlina z čeledi pryšcovitých. Pochází z Mexika a zemí Střední Ameriky. Pojmenování poinsettia má původ v příjmení prvního velvyslance USA v Mexiku Joela Robertse Poinsetta, který rostlinu přivezl roku 1825 do USA. Pryšec je známý díky barvám spojovaným na americkém kontinentu s vánoční výzdobou. Má zelené listy, červené listeny a žluté květy.
Vědecké synonymum: Poinsettia pulcherrima. Dřívější národní jména v češtině: pryšec sličný, pryšec vznešený; lidová jména: poinsetie, vánoční hvězda, vánoční růže.

## Popis
Pryšec nádherný je opadavý keř vysoký až 4 m. Větve má tenké, obloukovitě ohnuté, často bezlisté. Listy jsou většinou nahloučené jen na konci výhonů. Jsou 7–30 cm dlouhé, v obrysu vykrajované až laločnaté. Listeny jsou červené. Nenápadné květy jsou žluté, v květenství cyathium. Samčí květy jsou uspořádány kolem samičího květu. Plodem je kulatá tobolka.

## Rozšíření
Přirozeným areálem pryšce nádherného je západ Střední Ameriky od Sinaloy po jižní Guatemalu. Vyskytuje se ostrůvkovitě v pobřežních horách ve střední nadmořské výšce podél pobřeží Tichého oceánu, se vzdáleným výběžkem na východě v Guerrero ve středním Mexiku. 
Z oblasti poblíž města Taxco de Alarcón pocházejí rostliny, které vyvezl Poinsett do Severní Ameriky a ze kterých pocházejí dnešní kultivary.
Do jiných tropických a subtropických oblastí byl pryšec nádherný zavlečen jako okrasná rostlina, často divoká. Větší populace jsou známy v Africe (např. v Keni, Tanzanii a Ugandě), v Asii (např. v Barmě, Malajsii, na Filipínách), v Austrálii, Indonésii na Lomboku a vzácněji v oblasti Středomoří.
Od 60. let 18. století se hojně pěstuje v Egyptě. Byla tam dovezena z Mexika během Napoleonova válečného tažení. Říká se jí Bent El Consul (konzulova dcera), což se vztahuje ke zmíněnému velvyslanci Joelu Poinsettovi.
V Čechách se začala častěji objevovat od konce 19. století.

## Ekologie
V domovině roste v pásmu od mořského pobřeží až do hor, v subtropických suchých lesích, na strmých skalnatých svazích, často na okraji malých vlhčích roklí. Roste divoce i v mírných nadmořských výškách v listnatých pralesích od jižní Sinaloy a na jih podél pacifického pobřeží Mexika až k Chiapas a Guatemale. Najít ji lze také ve vnitrozemí v horkých a sezónně suchých lesích Guerrera, Oaxacy a Chiapas. Divoké populace ve středním Mexiku a Guatemale se vyskytují do nadmořské výšky okolo 1000 metrů.

## Souvislost s vírou a tradicí
V nahuatlu, jazyku Aztéků, se rostlina nazývá Cuitlaxochitl (ze slov „cuitlatl“ zbytek a „xochitl“ květina), v překladu „květina, která roste ve zbytcích“ (či půdě). Aztékové rostlinu používali k výrobě červeného barviva a jako antipyretikum.
Spojení rostliny s Vánoci má kořeny v Mexiku 16. století. Pověst vypráví o holčičce, která byla příliš chudá, aby mohla obdarovat Ježíše na oslavu jeho narození. Příběh vypráví, že jí anděl poradil natrhat obyčejný plevel rostoucí při kraji cesty a položit ho před kostelní oltář. Z plevelu vyrašily karmínové „květy“ a rostliny se staly krásnými poinsettiemi. 
Od 17. století začleňovali rostlinu do vánočních oslav v Mexiku františkáni – hvězdovitý růst listenů symbolizoval betlémskou hvězdu a červená barva symbolizovala Ježíšovu krev, oběť, ukřižování. 
V Mexiku a Guatemale je známá jako Noche Buena, tedy Štědrý večer, v Guatemale také jako Pascua (Velikonoce). V Chile a Peru je známá jako koruna And, v Peru jí také říkají cardenal (kardinál) kvůli červené barvě listenů. Ve Venezuele jí říkají papagayo (papoušek). V Nikaragui a Kostarice je známá jako pastora (pastýřka), protože se v době Vánoc používala jako dekorace během „posadas“ (hostinec) – slavností, které od 16. do 24. prosince připomínají putování Marie a Josefa z Nazaretu do Betléma a hledání úkrytu k bezpečnému narození Ježíše Krista. (Ježíš je v křesťanství označován jako pastýř.) Ve Španělsku a na Kubě je známá jako Flor de Pascua, což znamená velikonoční květina. 

## Komercializace
Počátek skutečného spojení vánoční hvězdy s Vánoci je spojen s Albertem Eckem, jenž v roce 1900 emigroval z Německa do amerického Los Angeles, kde si otevřel mlékárnu a zahradnictví. Poinsettii si oblíbil a prodával ji v pouličních stáncích. Jeho syn Paul zdokonalil techniku roubování. O spojení květiny s Vánoci se postaral Paul Ecke junior z třetí generace Ecků. Kromě toho, že namísto dospělých rostlin dopravovaných po železnici začal rozesílat rostlinné řízky letadlem, poslal tři rostliny do televizních stanic, aby je vystavili ode Dne díkůvzdání až do Vánoc.
Do 90. let 20. století patřil monopol v pěstování vánoční hvězdy Eckovým, kteří se mezitím s podnikem přestěhovali do Kalifornie. Způsob roubování udržovali v tajnosti. (Vánoční hvězda má přirozenou tendenci růst nepravidelně, zatímco roubovaná sazenice se větví hustěji a vzhledněji.) V 90. letech byla metoda vhodného roubování objevena a publikována, čímž dostala příležitost konkurence. Přesto firma Eckových spravovala do roku 2008 kolem 70 % domácího trhu a 50 % trhu celosvětového.
Poinsettie jsou oblíbenou součástí vánoční výzdoby v domácnostech, kostelech i kancelářích. Ve Spojených státech se dokonce 12. prosince slaví Národní den Poinsettie.
Vyštechtěno bylo více než 100 kultivarů. Tradiční červená barva listenů vánoční hvězdy byla postupně doplňována růžovou, žlutou a bílou, přičemž se pěstují i v kombinaci.

## Toxicita
Přestože latex některých rostlin rodu pryšec je jedovatý, toxicita pryšce nádherného je nízká. Latex lehce dráždí pokožku a může citlivým lidem způsobit alergickou reakci. Při požití může vyvolávat průjem a zvracení. Při kontaktu s okem může latex způsobit dočasné oslepnutí. Ze studie 22 793 případů hlášených American Association of Poison Control Centers bylo zjištěno, že 98,9 % kontaktů s rostlinou bylo náhodných. V 93,3 % se do kontaktu s rostlinou dostaly děti. Reakce na kontakt s rostlinou nebyla v 92,4 % žádná a 96,1 % nebylo léčeno lékařem. Nedošlo k žádnému úmrtí.
POISINDEX (hlavní zdroj amerických toxikologických center) uvádí, že dítě o váze necelých 25 kg by muselo zkonzumovat 500 listů, aby se nahromadilo takové množství jedu, které by mu mohlo uškodit.

## Škůdci a choroby
Na vánoční hvězdě nejčastěji parazituje molice.
Pokud rostlina trpí hnědnutím, odumíráním listů a skvrnitostí vybarvujících se listenů, je původcem poškození patrně houba plíseň šedá (Botrytis cinerea). Kromě houbových chorob může rostlina trpět i bakteriálním onemocněním.